# Cesare San Fiorenzo
Cesare San Fiorenzo (Gènova, 1833 - 1909) fou un compositor italià del Romanticisme.
Va adquirir notorietat amb les seves nombroses obres instrumentals i corals. Foren les més destacades, en el gènere dramàtic i simfònic, l'òpera El taumaturg, estrenada en el teatre Dal Verme de Milà el 1879, i la trilogia Divina Comèdia, inspirada en Dante.
A més, va compondre, moltes melodies per a cant i piano.